# Doha Tower
Doha High Rise Office Building är en byggnad i Qatars huvudstad Doha. Den består av två torn och är en av de högsta byggnaderna i Qatar. Båda tornen är 238 meter höga. Den byggdes åren 2002–2012.